# Nicolas Desmarest

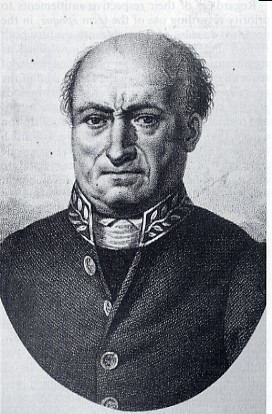
Nicolas Desmarest

Nicolas Desmarest (* 16. September 1725 in Soulaines; † 28. September 1815 in Paris) war ein französischer Geologe. Sein Sohn war der Zoologe Anselme Gaëtan Desmarest.

## Leben und Wirken
Desmarest war das einzige Kind von Jean Desmarest, einem Lehrer auf dem Lande und seiner Ehefrau der Marguerite Clement. Als sein Vater verstarb und seine Mutter im Februar 1741 wieder heiratete, wurde Desmarest an die Hochschule der Oratorianer von Troyes, Oratoriens de Troyes geschickt.  Hier erhielt er eine fundierte Ausbildung. So dass er Troyes Ende des Jahres 1746 bzw. Anfang des Jahres 1747 in Richtung Paris verließ. Ab 1757 war er im Auftrag des französischen Staates in der Verbesserung von Manufakturen und der Verbreitung technologischen Wissens aktiv. Bis 1788 stieg er zum Generalinspektor und Direktor der Manufakturen auf. In der französischen Revolution war er 1792 inhaftiert und entkam nur knapp der
Exekution, war danach aber wieder im Staatsdienst. Im Jahre 1771 wurde er  Mitglied in der Académie des sciences.
In den 1760er Jahren wies er den vulkanischen Ursprung des Basalts nach (Bildung in Lavaströmen), als er das Vulkangebiet der Auvergne 1763/64 bereiste. Die Herkunft der Basalte war im 18. Jahrhundert umstritten, und insbesondere in den 1770er Jahren versuchten die Neptunisten um Abraham Gottlob Werner die Säulenform des Basalts als Kristallisation und Ausfällung im Wasser zu erklären und wurden in Deutschland zur führenden Schule. Desmarest erkannte auch die Rolle der Erosion in der Formung von Flusstälern und veröffentlichte seine geologischen Erkenntnisse. Sein Hauptwerk darüber war sein Dictionnaire de Géographie Physique in 4 Bänden, wobei postum noch ein fünfter dazukam.
Im Jahre 1761, besuchte er die Molkereien und Käsereien in Franche-Comté und in Lorraine. Er schrieb in Denis Diderots Encyclopédie über die Kunst der Herstellung von Käse, l’Art de fabriquer le fromage, aber auch Artikel über die physische Geographie,  géographie physique und den Brunnen, fontaine.

## Schriften
- Dissertation sur l’ancienne jonction de l’Angleterre à la France. Paris 1753
- Conjectures physico-méchaniques sur la propagation des secousses dans les tremblemens de terre, et sur la disposition des lieux qui en ont ressenti les effets. [Paris,] 1756
- Mémoire sur l’origine et la nature du basalte à grandes colonnes polygones, determinées par l’histoire naturelle de cette pierre, observée en Avergne In: Mémoires de l’Académie Royale des Sciences à Paris pour 1771 (und 1773)
- Dictionnaire de Géographie physique, 5 Bände, Paris, [1794/95]–1828 (in der Encyclopédie méthodique)